# Turie
Turie (em húngaro: Háromudvar) é um município da Eslováquia, situado no distrito de Žilina, na região de Žilina. Tem 27,2 km² de área e sua população em 2018 foi estimada em 2.005 habitantes.

## Demografia
| Ano:        | 1994 | 2004   | 2014   | 2024   |
| ----------- | ---- | ------ | ------ | ------ |
| Broj ljudi: | 1819 | 1970   | 1979   | 2158   |
| Razlika:    |      | +8,30% | +0,45% | +9,04% |

| Ano:               | 2023 | 2024   |
| ------------------ | ---- | ------ |
| Número de pessoas: | 2117 | 2158   |
| Diferença:         |      | +1,93% |